# Goldebek
Goldebek (dänisch: Goldebæk, nordfriesisch: Golbäk) ist eine Gemeinde im Kreis Nordfriesland in Schleswig-Holstein.

## Geographie

### Geographische Lage
Das Gemeindegebiet von Goldebek erstreckt sich im westlichen Bereich der naturräumlichen Haupteinheit Schleswiger Vorgeest (Nr. 697) in Teilen am südlichen Ufer des Flusslaufs der Linnau. Neben der Spölbek, bildet sie den südlicheren der beiden Quellflüsse der Soholmer Au, welche ein Vorfluter des Bongsieler Kanals ist, die heute in Schlüttsiel ins Nordfriesische Wattenmeer am Schlütt entwässert.

### Gemeindegliederung
Neben dem namensgebenden Dorf liegen auch Heinsbek (Hegnsbæk, auch Hejnsbæk), Kolonie und Süderhuus (dän. Sønderhuse, auch Sønder Lindaa), wie auch die Höfesiedlung Goldebekfeld im Gemeindegebiet.

### Nachbargemeinden
Angrenzende Gemeindegebiete von Goldebek sind:
|           | Lindewitt                                   |           |
| Goldelund | Kompassrose, die auf Nachbargemeinden zeigt | Lindewitt |
|           | Joldelund                                   |           |

## Geschichte
Der Ort wurde 1321 erstmals als tho Goldbeck erwähnt. Der Ortsname leitet sich womöglich von den dänischen Worten golde für unfruchtbaren und sandigen Boden sowie bek für Bach ab. Eine andere Deutung geht von dän. galt für Verschnittener Eber aus, der um das jüngere bæk erweitert worden ist. Der Flurname Heinsbeck stammt vermutlich von dän. hegn für Hecke.
Am 1. April 1934 wurde die Kirchspielslandgemeinde Joldelund aufgelöst. Alle ihre Dorfschaften, Dorfgemeinden und Bauerschaften wurden zu selbständigen Gemeinden/Landgemeinden, so auch Goldebek.
Im Gemeindegebiet gibt es auch heute noch den Mühlenstrom, die Mühle wurde jedoch 1948 abgerissen.

## Politik

### Gemeindevertretung
Von den neun Sitzen in der Gemeindevertretung wurden bei der im Zuge der Kommunalwahlen in Schleswig-Holstein 2023 erfolgten Gemeindewahl alle den Kandidaten der ABC Wählergemeinschaft Goldebek (ABC-WG) zugeteilt. Die Wahlbeteiligung lag dieses Mal bei 64,3 Prozent.

### Bürgermeister
Am 12. Juini 2023 wurde Peter Jessen (ABCWG) für die die Wahlperiode 2023–2028 wiederholt zum Bürgermeister gewählt.

### Wappen
Blasonierung: „Von Blau und Grün durch einen goldenen Schrägwellenbalken erniedrigt geteilt. Oben eine silberne Windmühle mit hohem Sockelgeschoss, unten ein silberner Ochsenkopf.“

## Wirtschaft und Infrastruktur

### Allgemeines
Das Gemeindegebiet Goldebeks ist überwiegend landwirtschaftlich geprägt. Mittlerweile ist auch die Erzeugung regenerativer Energie durch den Windpark "Veer Dörper" hinzu getreten. Östlich des Dorfs gelegen, umfasst dieser vier Windkraftanlagen der Zwei-Megawatt-Klasse.

### Verkehr
Das Gemeindegebiet wird erschlossen durch die schleswig-holsteinische Landesstraße 12 auf dem Weg zwischen Bredstedt und Wanderup. In Bredstedt besteht Anschluss an die Bundesstraße 5, in Wanderup an die Bundesstraße 200. Die Landesstraße führt direkt südlich angrenzend an der Dorflage vorbei.
Im ÖPNV des Nahverkehrsverbunds Schleswig-Holstein erfolgt die Anbindung durch eine Buslinie zwischen Bredstedt und Flensburg über Lindewitt sowie Großenwiehe (Buslinie R125). Diese verkehrt im Zweistundentakt.